# Pie d'Orezza
Pie d'Orezza (in francese Pie-d'Orezza, in corso U Ped' Orezza) è un comune francese di 36 abitanti situato nel dipartimento dell'Alta Corsica nella regione della Corsica.

## Società

### Evoluzione demografica
Abitanti censiti